# Pau Naudó

Escut de Paul Naudo com a bisbe de Nevers

Pau Naudó   (els Angles, 22 d'octubre de 1794 - Avinyó, 23 d'abril de 1848) va ser un religiós nord-català nascut a la comarca del Capcir, bisbe de Nevers i arquebisbe d'Avinyó.

## Biografia
Vingué al món en una família humil, encara que d'avantpassats il·lustres: sembla que el seu besavi havia estat duc de Vène. Inicià la seva formació amb un oncle seu, sacerdot, i completà la seva formació secundària a Carcassona. Estudiant brillant, entrà al Seminari Major amb el número u dels exàmens d'admissió. En ordenar-se sacerdot el 23 de febrer del 1818, Arnaud-Ferdinand de Laporte l'oferí d'ensenyar filosofia i teologia, cosa que feu del 1818 al 1824 a estudiants de les diòcesis de Carcassona i de Perpinyà. Amb tot, Paul Naudo no es restringí a aquestes temàtiques, i ell mateix seguí a la universitat cursos de física, química, astronomia i botànica, de manera que adquirí coneixements que després transmetria als seus alumnes. El 1820 va ser nomenat canonge honorari de la catedral de Carcassona, i posteriorment ho seria de la de Perpinyà.
El 19 de novembre del 1823, Lleó XII designà Jean de Saunhac-Belcastel bisbe d'Elna (seu vacant des de la mort d'Antoine d'Esponchez el 1801), i el bisbe començà a elegir nous responsables per a les institucions diocesanes. Trià mossèn Naudo per dirigir el Seminari Major, i aquest, per tal d'incrementar les vocacions sacerdotals, creà el 1825 un pensionat escolar a Prada de Conflent, en un antic convent de caputxins. El 10 de maig de l'any següent es posà la primera pedra d'un nou Seminari Major; però la revolució del juliol del 1830 portà un assalt brutal a les instal·lacions, que calgué reconstruir. A l'any següent, Naudo fou nomenat vicari general del bisbat.
La carrera eclesiàstica de mossèn Naudo prengué volada quan el 1833 li fou oferta la seu de Clermont, que rebutjà; però hagué d'acceptar la de Nevers, que el rei Lluís Felip li oferí el 22 de juny del 1834. Succeïa Douhet d'Auzers, mort el 9 de febrer, i rebé el nomenament el 30 de setembre, per butlla papal de Gregori XVI.
La seva arribada a la nova diòcesi portà una febre d'activitat. Sabedor que la major part del clergat era originari de regions veïnes, però no del bisbat de Nevers, Naudo es dedicà a recórrer-lo i a despertar vocacions a la pròpia terra. També restablí les conferències eclesiàstiques i aixecà o reformà una cinquantena d'esglésies. Efectuà importants reparacions a la torre de la catedral i a altres edificis religiosos distingits arquitectònicament. En la faceta civil, el bisbe feu de mitjancer en un avalot popular a la ciutat de Clamecy, i va estalviar un vessament de sang més que segur, a més d'intervenir amb mà esquerra en altres afers delicats. En agraïment a aquesta actitud, el Consell General de França aprovà una mostra d'agraïment a favor seu, i el rei li atorgà la Creu de la Legió d'Honor.
La recompensa eclesial a la seva actuació a Nevers es traduí en la preconització al rang d'arquebisbe de la seu d'Avinyó el 22 de juliol del 1842. En els sis anys que exercí el càrrec es dedicà a la catedral, als seminaristes, les escoles i els centres d'ajut als necessitats. Prengué part en la polèmica contra el monopoli de l'ensenyament universitari enviant un escrit al Ministre de Justícia. També va ser autor de les vuitanta pàgines mestrívoles de la Défense des religieuses hospitalières de Saint-Joseph d'Avignon, que reivindicava que no s'expulsés aquestes monges de l'edifici on havien estat per més de dos-cents anys. Aquest escrit no va ser l'única obra que publicà, atès que va publicar 25 fulletons en la seva estada a Nevers i 23 en l'avinyonesa.

Morí d'un atac de feridura per Pasqua del 1848, a la fi de la missa pontifical que oficiava a Notre-Dame des Doms, l'església metropolitana. A la seva tomba es pot llegir el seu fidel epitafi:
| « | Hic resurrectionem expectat Illustr. et reverendiss. in Christo pater Paulus Naudo, Avenionensis archiepiscopus, domo Ruscinonensis Vix trigesimum annum agens seminario suae diocesis praepositus. Episcopus primum Nivernii, postea ad hancce sedem translatus. Doctrina pietate caeterisque virtutibus clarus. Die sancto Paschae XXIII mens. april. Anno MDCCCXLVIII Sacra solemniter peragens, Post sumptam quasi in viaticam propriis manibus communionem. Velut fulmine tactus, exanimis cecidit, Omni populo circumstante, attonito et lugente. Vixit annos LIII, mens. VI Beati qui in Domino moriuntur. | » |

Al Museu de Perpinyà hom pot admirar-ne el retrat fet per Etienne Billet (1821- 1888), tret d'una litografia del gravador Jacques Llanta (1807 - 1864). El seu poble natal dedicà a l'arquebisbe el carrer Monseigneur Paul Naudo, en reconeixement de la seva figura i del llegat  que feu al poble dels terrenys que envolten l'església parroquial.

## Obres
- Cantiques et goigs a N.D. de Font-Romeu Vaison: Imp. Bonne Presse du Midi, s.a.
- Bréviare nivernais de l'office divin Nevers: Laurent typ., 1835
- Lettre pastorale... à l'occasion de la retraite ecclésiastique qui doit s'ouvrir au Grand Séminaire Avignon: impr. Aubanel, 1843
- Mandement... à l'occasion du tremblement de terre de la Guadeloupe Avignon: L. Aubanel, 1843
- Mandement de... l'archevêque d'Avignon, à l'occasion de son entrée dans son diocèse Avignon: L. Aubanel, 1842
- Mandement de Monseigneur l'évêque de Nevers à l'occasion de son entrée dans son diocèse Nevers: [s. n.], 1834
- Mandement de Monseigneur l'Archevêque d'Avignon, à l'occasion des Religieuses de Saint-Joseph, de cette ville Paris-Avignon: Librairie Ecclésiastique de Seguin Ainé 1846 (facsímil modern de Kessinger Publishing, 2010 ISBN 9781160187107)
- Mandement de Monseigneur l'évêque de Nevers, pour le Carême de 1835 Nevers: imp. I.C.Laurent, 1835
- Mandement de Monseigneur l'Archevêque d'Avignon, pour le saint temps de Carême de 1843: sur l'immortalité de l'âme Avignon: Laurent Aubanel, 1843
- Mandement de Monseigneur l'Archevêque d'Avignon, pour le saint temps de Carême de 1844: sur l'humilité Avignon: Laurent Aubanel, 1844
- Mandement de Monseigneur l'Archevêque d'Avignon, pour le saint temps de Carême de 1845: sur l'oeuvre de la propagation de la foi Avignon: Laurent Aubanel, 1845
- Mandement de Monseigneur l'Archevêque d'Avignon, pour le saint temps de Carême de 1846 Avignon: Laurent Aubanel, 1846
- Mandement de Monseigneur l'Archevêque d'Avignon, pour le saint temps de Carême de 1847 Avignon: Laurent Aubanel, 1847
- Mandement... qui prescrit des prières en faveur de l'Eglise d'Espagne, avec indulgence plénière en forme de jubilé Avignon: impr. Aubanel, 1842